# Fronteira Bélgica–Luxemburgo
A fronteira entre a Bélgica e Luxemburgo é a linha que se estende por 148 km a leste do Grão-Ducado de Luxemburgo e separa o país da Bélgica. Seu extremo norte é a tríplice fronteira dos dois países com a Alemanha; No sul termina na tríplice fronteira com a França.
Essa fronteira é demarcada por marcos com numeração e com os brasões de armas dos dois países gravados nos mesmos. Os marcos são praticamente idênticos aos da fronteira Bélgica-Países Baixos;
A fronteira foi definida com a independência da Bélgica em relação aos Países Baixos em 1830. O traçado definitivo veio em 1839 quando a porção ocidental do Grão Ducado foi reanexada à Bélgica como província de Luxemburgo; 

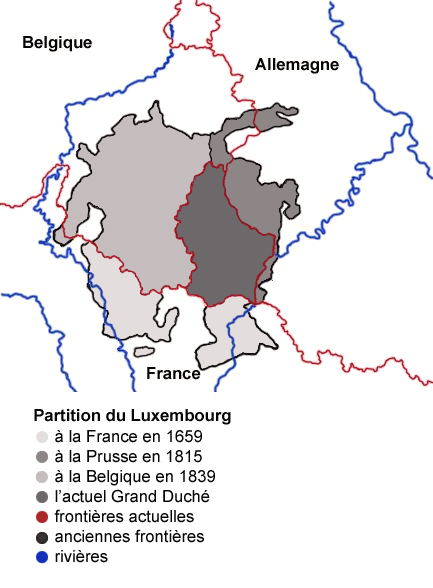
Evolução territorial de Luxemburgo (1659 a 1839)